# Skinny Minnie
Skinny Minnie is een liedje dat rond de jaarwisseling van 1957 op 1958 is geschreven door Bill Haley, Milt Gabler, Rusty Keefer en Catherine Cafra. De Amerikaanse zanger Bill Haley was in 1958 ook de eerste die het liedje opnam. In latere jaren is het tientallen malen gecoverd, onder andere door Tony Sheridan en Johnny Hallyday (in het Frans).

## Versie van Bill Haley
Bill Haley nam het nummer in februari 1958 op met zijn band The Comets. Co-auteur Milt Gabler was de producer en co-auteur Rusty Keefer speelde gitaar bij The Comets. Het nummer kwam in maart 1958 uit op single en werd met een 22e plaats in de Billboard Hot 100 een matig succes.
In januari 1959 verscheen het nummer op de langspeelplaat Bill Haley's chicks. Een bijzonderheid van dat album was dat alle twaalf nummers een meisjesnaam in de titel hadden. Mary, Mary Lou en Lean Jean, de voorganger en de opvolger van Skinny Minnie, stonden er ook op.
In 1966 nam Bill Haley het nummer opnieuw op in Mexico-Stad, maar nu met een deels Spaanse tekst als La flaca Miny. In het middendeel voerde Haley een korte dialoog met zijn vrouw Martha Velasco Haley. Het nummer kwam uit op de langspeelplaat Whisky a go go (Orfeon DML 12478). In 1968 werd de lp opnieuw uitgebracht als The King of Rock Bill Haley plays (Ember 3396).

## Versie van Tony Sheridan
Tony Sheridan bracht het nummer in april 1964 uit in de Bondsrepubliek Duitsland. Volgens de voorkant van de hoes werd hij begeleid door The Beat Brothers. In de jaren 1961-1965 noemde zijn platenmaatschappij Polydor alle begeleidingsgroepen van Sheridan The Beat Brothers. In dit geval was de begeleidingsgroep de Schotse band The Big Six. Op de B-kant, Sweet Georgia Brown, zijn het echter The Beatles (en de pianist Roy Young). De oorspronkelijke opname van het nummer dateerde van 1962, voordat de groep beroemd werd. De achterkant van de hoes laat dan ook een tekening van The Beatles zien (inclusief Ringo Starr, die toen nog niet meespeelde...).
De plaat werd Sheridans grootste hit en haalde de derde plaats in de Duitse hitparade.
Skinny Minnie staat ook op de langspeelplaat Just a little bit of Tony Sheridan. Een eerdere versie van het nummer met een onbekende begeleidingsgroep staat op de lp My Bonnie uit 1961.

## Andere versies
Enkele andere versies van het nummer:
- Snooks Eaglin nam het nummer op voor het album Soul’s edge uit 1995.[4]
- Gerry & the Pacemakers zetten het nummer op de achterkant van de Amerikaanse editie van hun single It's gonna be alright (op de Britse editie stond It's just because).[5]
- Goldie & the Gingerbreads namen het nummer in 1964 op als hun debuutsingle onder de naam Skinny Vinnie.[6]
- Johnny Hallyday nam het nummer in 1965 in het Frans op onder de naam J'attends minuit. Het kwam pas in 1993 uit, samen met andere nooit uitgebrachte nummers, op een album met de titel Vol.39: Inédits (1962-76).[7]
- Een instrumentale versie staat op het album Non stop dancing 65 van James Last uit 1965.[8]
- The Sonics namen het nummer op voor hun album Boom uit 1966.
- Wayne Fontana and The Mindbenders zetten het nummer op hun lp Eric, Rick, Wayne and Bob uit 1966.
- Albert West nam het nummer op voor zijn album West and friends uit 1988.[9]